# Brachymeria aegyptiaca
Brachymeria aegyptiaca är en stekelart som beskrevs av Masi 1931. Brachymeria aegyptiaca ingår i släktet Brachymeria och familjen bredlårsteklar.
Artens utbredningsområde är:
- Cypern.
- Egypten.
- Irak.
- Israel.

Inga underarter finns listade.